# Ачито Вівас
Ачито Вівас (ісп. Achito Vivas, нар. 1 березня 1934, Буенавентура) — колумбійський футболіст, що грав на позиції воротаря.
Виступав, зокрема, за клуб «Депортіво Перейра», а також національну збірну Колумбії.

## Клубна кар'єра
У дорослому футболі дебютував 1958 року виступами за команду «Атлетіко Насьйональ», в якій того року взяв участь у 2 матчах чемпіонату.
Своєю грою за цю команду привернув увагу представників тренерського штабу клубу «Депортіво Перейра», до складу якого приєднався 1959 року. Відіграв за команду з Перейри наступні шість сезонів своєї ігрової кар'єри. Більшість часу, проведеного у складі «Депортіво Перейра», був основним голкіпером команди.
Згодом з 1965 по 1969 рік грав у складі команд «Депортес Кіндіо», «Атлетіко Хуніор», «Депортіво Перейра», «Депортес Толіма» та «Онсе Кальдас».
Завершив ігрову кар'єру у команді «Депортіво Перейра», у складі якої вже виступав раніше, зігравши 1970 року ще 11 ігор у чемпіонаті. Загалом же, затри періоди у команді він зіграв за клубз Перейри в 220 матчах чемпіонату Колумбії.

## Виступи за збірну
У складі національної збірної Колумбії був учасником чемпіонату світу 1962 року у Чилі, де був запасним воротарем і на поле не виходив. А вже наступного року на чемпіонаті Південної Америки 1963 року у Болівії був основним воротарем, зігравши у 4 з 6 ігор своєї команди, пропустивши 12 голів.